# حرامزاده‌ای از کارولینا (فیلم)
حرامزاده‌ای از کارولینا (به انگلیسی: Bastard Out of Carolina) فیلمی محصول سال ۱۹۹۶ و به کارگردانی آنجلیکا هیوستون است. در این فیلم بازیگرانی همچون جنیفر جیسن لی، جنا مالون، ران الدارد، گلن هدلی، درموت مالرونی، گریس زابریسکی، مایکل روکر، کریستینا ریچی، لایل لاوت، لورا درن، پت هینگل، نلسون جورج و سونی شرویر ایفای نقش کرده‌اند.